# Falling Deeper
Falling Deeper es un álbum recopilatorio de la banda inglesa de música rock Anathema, publicado el 5 de septiembre de 2011. Siguiendo la misma fórmula que Hindsight, Falling Deeper consta de versiones acústicas de los primeros trabajos del grupo, mucho más cercanos a su vertiente doom metal.
El álbum fue producido por Daniel Cavanagh, guitarrista y principal de la banda, que lo definió como "un guiño a nuestro pasado y una mirada a nuestro futuro al mismo tiempo, con un sonido que está diseñado para transportarte al corazón del momento presente". Algunos de los temas incluyen nuevos arreglos orquestales a cargo de Dave Stewart, que ya había trabajado con Anathema en We're Here Because We're Here, con el objetivo de obtener "una cautivante mezcla de arreglos orquestales (majestuosos y a veces etéreos) y voces y guitarras con nuestro excepcional feedback, todo ello centrado alrededor de un solemne piano y una enorme sección rítmica. Todas estas capas se unen entre sí para transmitir los inolvidables pasajes internos por los que Anathema se han hecho famosos". La vocalista holandesa Anneke van Giersbergen presta su voz en el tema "Everwake", publicado originalmente en el EP The Crestfallen (1992).

## Lista de canciones
| Falling Deeper |                          |                   |          |  |
| N.º            | Título                   | Álbum             | Duración |  |
| 1.             | «Crestfallen»            | Crestfallen       | 3:07     |  |
| 2.             | «Sleep in Sanity»        | Serenades         | 3:35     |  |
| 3.             | «Kingdom»                | Pentecost III     | 4:23     |  |
| 4.             | «They Die»               | Crestfallen       | 2:12     |  |
| 5.             | «Everwake»               | Crestfallen       | 3:07     |  |
| 6.             | «J’ai Fait Une Promesse» | Serenades         | 4:22     |  |
| 7.             | «...Alone»               | The Silent Enigma | 7:16     |  |
| 8.             | «We, the Gods»           | Pentecost III     | 3:04     |  |
| 9.             | «Sunset of Age»          | The Silent Enigma | 7:41     |  |
| 38:47          |                          |                   |          |  |

## Créditos
- Daniel Cavanagh – guitarra
- Vincent Cavanagh – voz, guitarra
- Les Smith – teclados
- Jamie Cavanagh – bajo
- John Douglas – batería
- Lee Douglas – voz
- Anneke van Giersbergen – voz en "Everwake"